# Ford Verona
Ford Verona – samochód osobowy klasy kompaktowej produkowany pod amerykańską marką Ford w latach 1989 – 1996.

## Pierwsza generacja

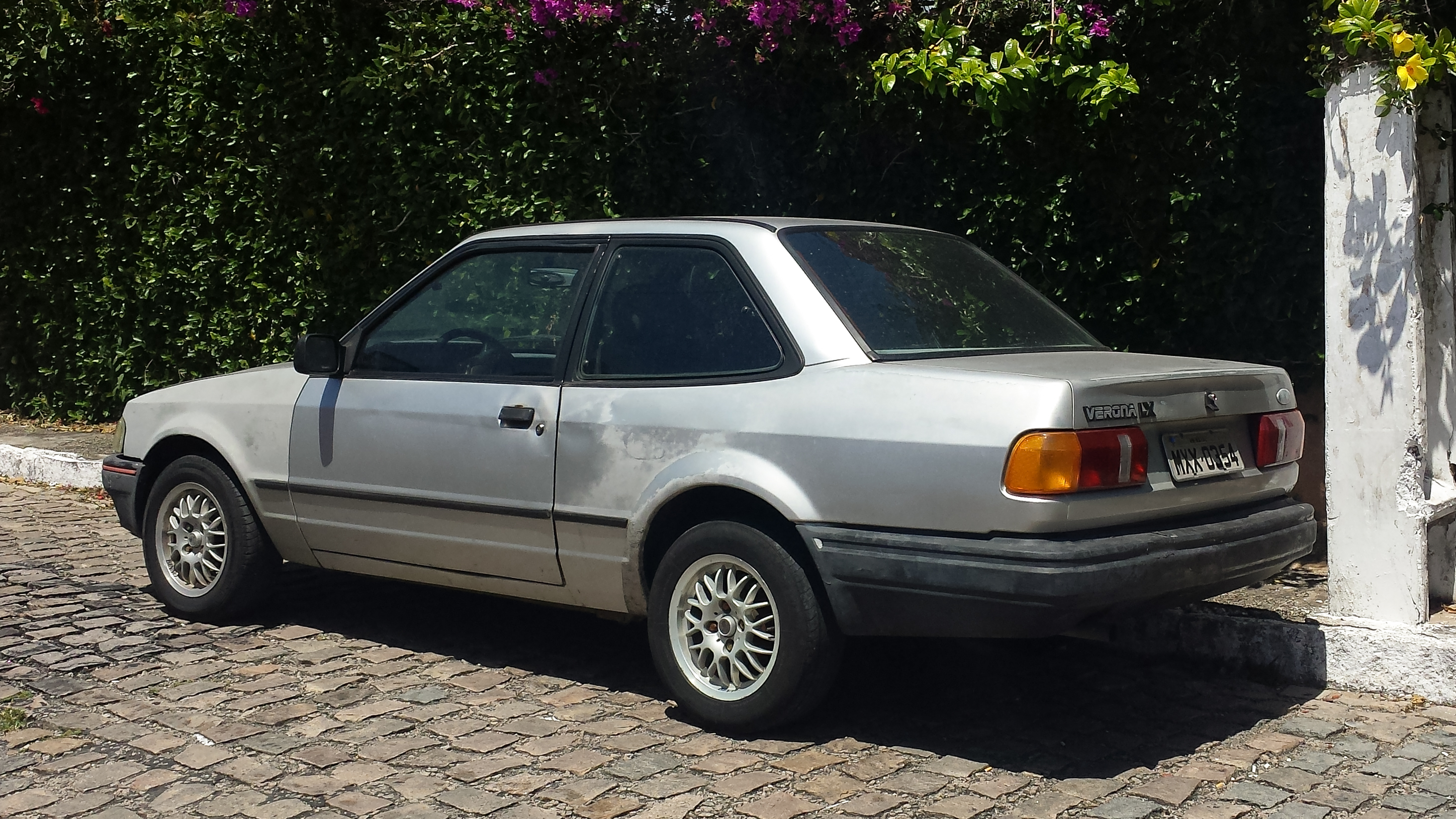
Ford Verona I - tył

Ford Verona I został zaprezentowany po raz pierwszy w 1989 roku.
Pod koniec 1989 roku, w ramach zawarcia przez Forda i niemieckiego Volkswagena współpracy w regionie Ameryki Południowej, powstała spółka Autolatina. Jej efektem były kompaktowe, bliźniacze modele Ford Verona i Volkswagen Apollo, które powstały na zmodyfikowanej platformie europejskiego Forda Oriona czwartej generacji. Brazylijski Ford Verona dzielił z nim wygląd kabiny pasażerskiej, kształt reflektorów i przednie drzwi.
Unikalnymi cechami Verony pierwszej generacji była jedna para drzwi, inny wygląd tylnej części nadwozia, zmodyfikowane zderzaki z przestylizowanym pasem przednim, a także inny kształt dachu.

### Silniki
- L4 1.6l AE
- L4 1.8l AP

## Druga generacja

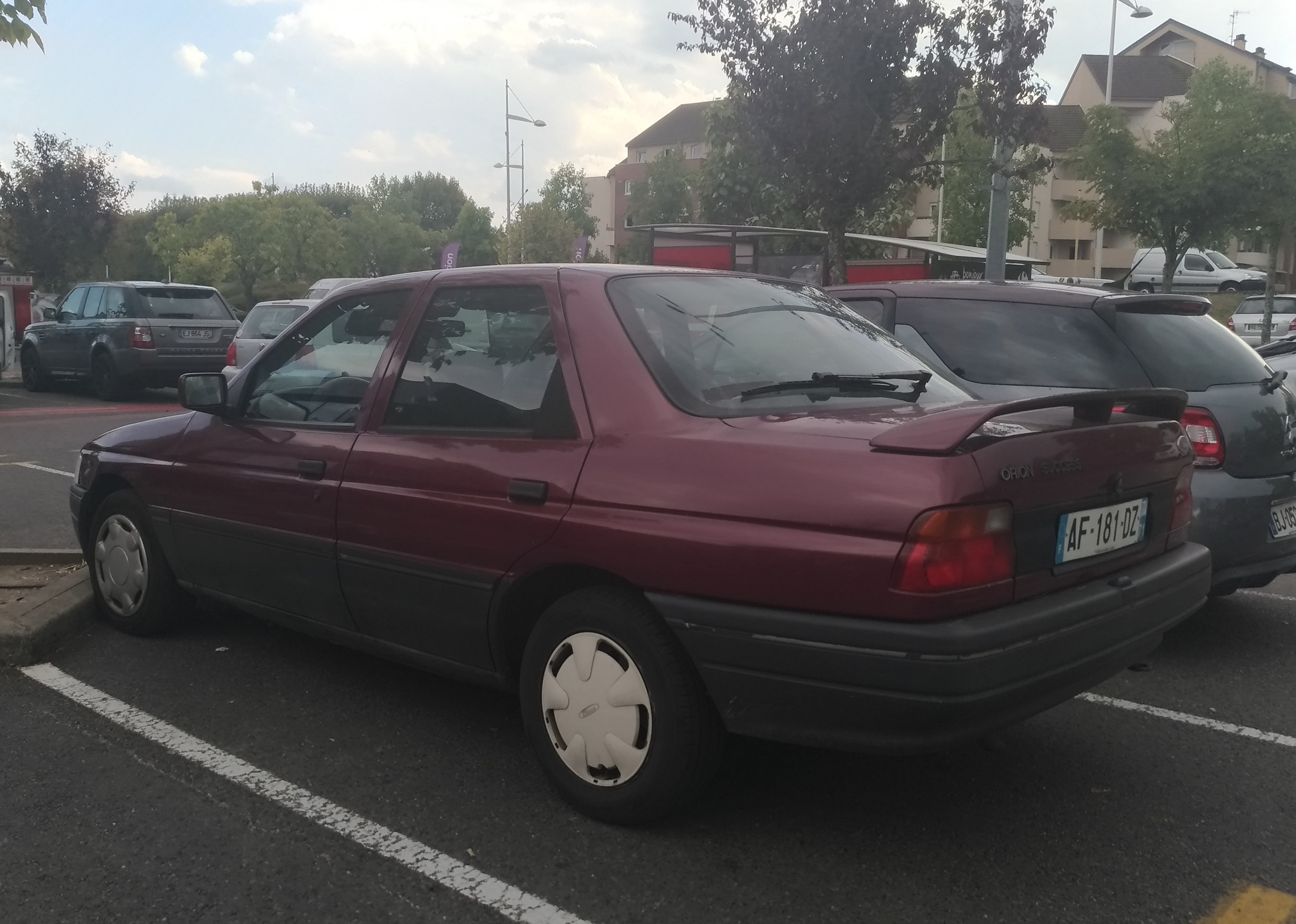
Ford Verona II - tył

Ford Verona II został zaprezentowany po raz pierwszy w 1993 roku.
Pod koniec 1993 roku brazylijski oddział Forda przedstawił drugą generację modelu Verona, która w przeciwieństwie do poprzednika nie była konstrukcją opracowaną specjalnie z myślą o lokalnym rynku. Tym razem Ford Verona był identyczny z europejskim modelem Orion opartym na Fordzie Escorcie piątej generacji. Pod pierwotną nazwą produkowano i oferowano go w Argentynie. 
Bliźniaczym modelem opracowanym w ramach Autolatina był Volkswagen Logus, a także hatchback Pointer. Produkcja drugiej generacji Forda Verony zakończyła się w 1996 roku, na rok po likwidacji spółki Autolatina już jako model wytwarzany przez samodzielny oddział Ford Brasil.

### Silniki
- L4 1.8l AP
- L4 2.0l AP